# Fort Frederick
Pour les articles homonymes, voir Frederick.
Le fort Frederick est un fort construit par les Portugais à Trinquemalay, sur la côte Est du Sri Lanka, en 1624. Il fut construit sur le Swami Rock-Konamamalai, sur les ruines du célèbre vieux temple hindou Temple Koneswaram (temple des Mille Piliers), qui fut détruit par les Portugais commandés par Philippe IV, les vainqueurs du Royaume de Jaffna et du peuple malabar sur l'île. Divers édifices hindous et tamouls furent détruits à cette époque, en particulier sous le règne de Philippe III, lorsque Trinquelmalay fut le théâtre de diverses batailles au cours de la guerre de Trente Ans. Ce fut à l'origine un fort triangulaire appelé « fort de Trinquemalay » par les Portugais, équipé de canons pris à une escadre danoise. La forteresse fut prise par les Hollandais de l'amiral Westerwold en 1639, et en 1665 un nouveau fort fut bâti pour parer aux menaces françaises et britanniques. Il fut rebaptisé « fort Frederick ». En 1672, les Hollandais furent attaqués par la France, la Grande-Bretagne, et deux États allemands, Münster et Cologne. 

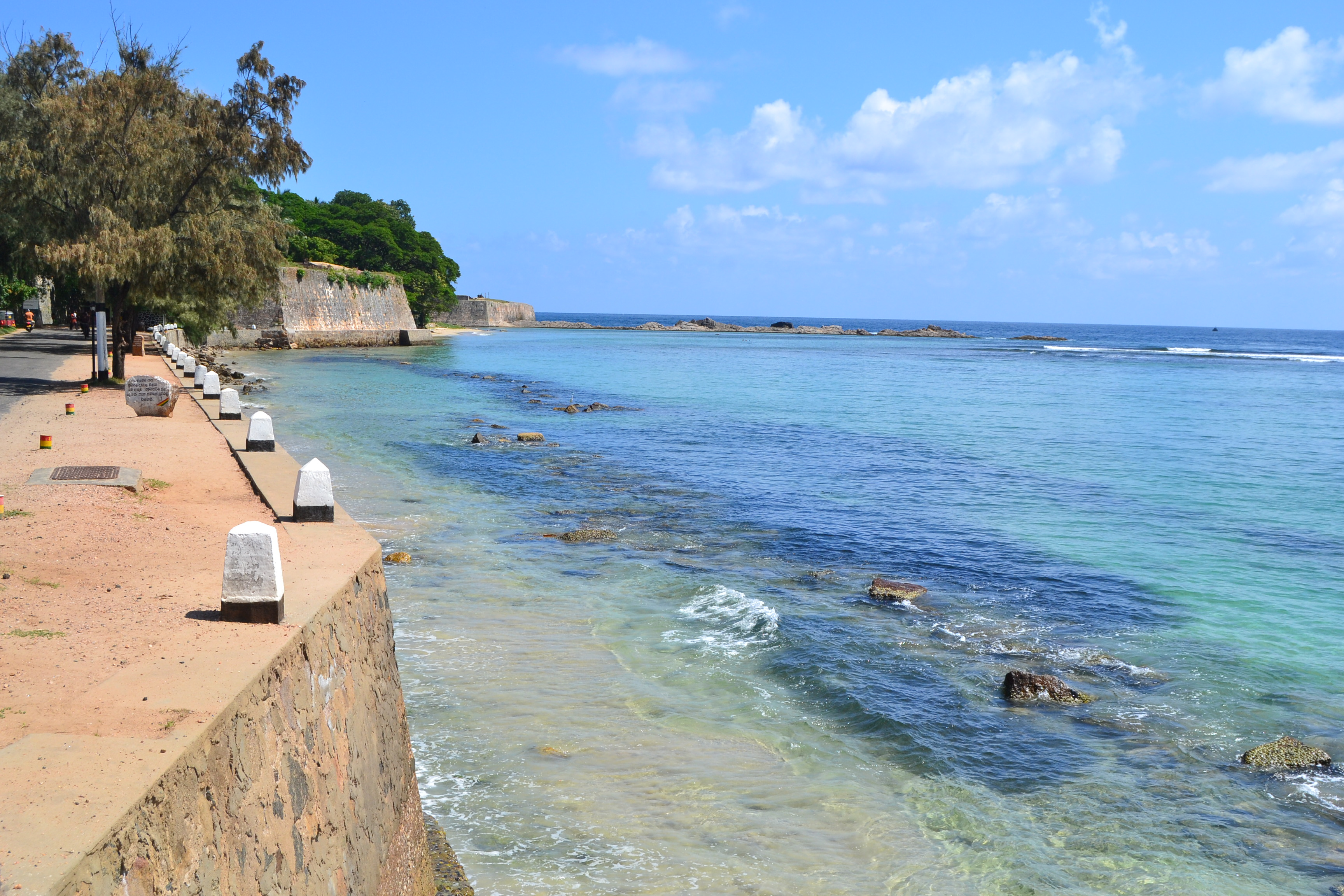
Les fortifications sud du fort.

En 1781, les Anglais s'en emparèrent à la suite de la déclaration de guerre de l'Angleterre aux Provinces-Unies. Les Français, emmenés par Suffren reprirent les forts de Trinquemalay en août 1782 et livrèrent une violente bataille navale aux forces anglaises arrivées en secours. Triquemalay était apprécié par tous les navigateurs pour son large port naturel des mieux abrités en toute saison, ce qui explique que Suffren en fit sa base principale pendant la guerre d'Indépendance américaine. Trinquemalay fut rétrocédée à la Compagnie néerlandaise des Indes orientales à la suite du traité de Paris de 1783. En 1795, les Britanniques se saisirent définitivement de la forteresse, jusqu'à l'indépendance de 1948. Une artillerie côtière fut installée pour les deux guerres mondiales. Le fort est toujours actuellement occupé par une garnison du régiment Gajaba (en) (Gajaba Regiment) de l'armée du Sri Lanka, mais reste accessible aux visiteurs.
Arthur Wellesley, plus tard premier duc de Wellington, visita le lieu en tant que colonel de la Compagnie anglaise des Indes orientales, et le bungalow où il était installé reste connu sous le nom de Wellesley Lodge. Il est actuellement le mess des officiers du 2e bataillon du Gajaba Regiment. 
Le parc héberge depuis environ 200 ans une population de Cerf axis (Axis axis).